# (38409) 1999 RK205
1999 RK205 (asteroide 38409) é um asteroide da cintura principal. Possui uma excentricidade de 0.17567980 e uma inclinação de 13.43644º.
Este asteroide foi descoberto no dia 8 de setembro de 1999 por LINEAR em Socorro.